# 부시 (도구)

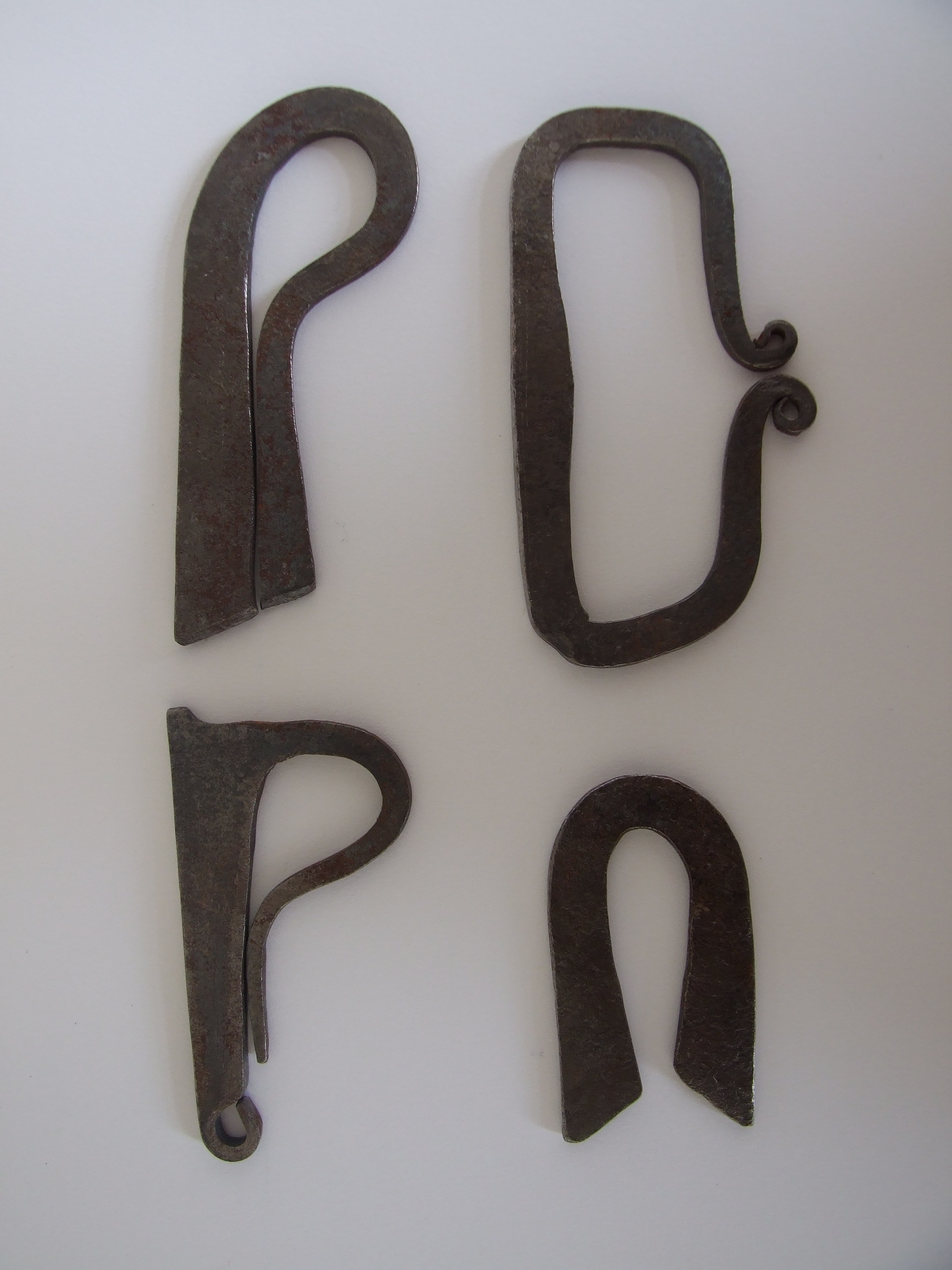

부시(fire striker)는 작은 탄소강 조각으로, 날카로운 부싯돌 따위 암석에 부딪어 불꽃을 일으킨다. 부싯돌로 부시를 때리는 것을 "부시를 친다"고 하며, 가장 중요한 발화법 중 하나다.

## 같이 보기
- 세르비아의 국장
- 페로세륨
- 황금양모 기사단